# Celestial Teapot
De Celestial Teapot is een kunstwerk in het centrum van de Nederlandse stad Utrecht.
Het kunstwerk in de vorm van een circa 7 meter hoge theepot is in 2013 geplaatst. Het is vervaardigd door Lily van der Stokker in het kader van de kunsttentoonstelling Call of the Mall. De theepot stond voor het intieme, alledaagse leven te midden van de grootschalige verbouwingen van het stationsgebied en Hoog Catharijne. De naam verwijst naar Russells theepot, een stelling van de filosoof Bertrand Russell.
De theepot werd in eerste instantie geplaatst op de traverse over de Catharijnebaan van winkelcentrum Hoog Catharijne. In 2015 is het verplaatst naar het dak van een nabijgelegen parkeergarage. In 2021 werd het kunstwerk op hetzelfde dak verplaatst naar dichter bij de rand zodat het vanaf de straatzijde beter zichtbaar is.